# Рамазанов, Алиасхаб Гасаналиевич
Алиасхаб Гасаналиевич Рамазанов (род. 18 января 1993, Махачкала, Дагестан) — российский паратхэквондист. Серебряный призёр летних Паралимпийских игр 2024 года в Париже. Заслуженный мастер спорта России.

## Спортивная карьера
Родился в Махачкале без левой руки. В детстве занимался борьбой, футболом и баскетболом, в 2013 году по совету друга начал заниматься тхэквондо, первый тренером был Магомедсаид Джамалудинов. Является воспитанником махачкалинской спортивной школы имени Магомеда Джафарова, занимается под руководством Руслана и Камала Биярслановых. В 2017 году Рамазанов победил на чемпионате мира в Лондоне в категории свыше 75 кг. 28 декабря 2020 года ему было присвоено звание мастер спорта России. Побеждал в весовой категории свыше 80 кг на чемпионатах Европы в 2021 году в Стамбуле и в 2024 году в Белграде.
31 августа 2024 года на летних Паралимпийских играх 2024 в Париже Алиасхаб Рамазанов соревновался под нейтральным флагом в весовой категории свыше 80 кг. Он победил в 1/8 финала спортсмена из Соломоновых Островов Джеймса Ингрэма Гегеу, в четвертьфинале — вице-чемпиона Паралимпиады-2020, хорвата Ивана Микулича, в полуфинале — бронзового призёра Паралимпиады-2020, американца Эвана Меделла. В финале уступил британскому спортсмену Мэтту Бушу и стал серебряным призёром Паралимпийских игр.
30 сентября 2024 года ему было присвоено звание заслуженный мастер спорта России.
21 октября 2024 года указом Президента России Владимира Путина ему была присвоена Медаль ордена «За заслуги перед Отечеством» I степени.
26 марта 2025 года награждён орденом «За заслуги перед Республикой Дагестан».

## Личная жизнь
Выходец из села Ириб Чародинского района.